# Izu (album)
Izu è un album live del gruppo di musica elettronica tedesco Tangerine Dream, registrato dal vivo nel 2009 in Giappone.

## Tracce
Disco 1
1. Astrophel And Stella
2. Going West
3. One Night In Space
4. Boat To China
5. Lady Monk
6. Sally's Garden
7. Le Parc
8. Red Sphinx Lightning
9. Loved By The Sun
10. I Could Hear It When The Moon Collapsed On Broadway
11. Phaedra 2005

Disco 2
1. Love On A Real Train 2008
2. Stratosfear 95
3. Angel On Barbed Wire
4. Midwinter Night
5. Leviathan

Disco 2 (tracce bis)
1. Lily on the Beach
2. Cinnamon Road
3. Scrapyard 2008
4. La Joie

## Formazione
- Edgar Froese – tastiere
- Linda Spa – sassofono, tastiere, flauto
- Iris Camaa – V-Drums, percussioni
- Thorsten Quaeschning – tastiere
- Bernhard Beibl – chitarra elettrica, chitarra acustica, violino elettrico